# Übereinkommen über ein gemeinsames Versandverfahren
Das Übereinkommen über ein gemeinsames Versandverfahren (englisch Common Transit Convention, teilweise CTC-Abkommen) ist ein Übereinkommen über ein gemeinsames Versandverfahren.

## Erklärung
Das CTC-Abkommen ist ein Vertrag zwischen der Europäischen Union und einer Reihe anderer Länder über das gemeinsame Versandverfahren für den internationalen Warenversand und vereinfacht oder eliminiert somit einen Großteil der administrativen Tätigkeiten, die normalerweise mit dem grenzüberschreitenden Warentransport verbunden sind.

## Chronologie
Im August 1987 trat das Übereinkommen über ein gemeinsames Versandverfahren durch die Europäische Wirtschaftsgemeinschaft und damaligen Mitgliedern der EFTA-Ländern (Österreich, Finnland, Island, Norwegen, Schweden und die Schweiz) in Kraft.
Ab 2013 werden die Türkei, und die Europäischen Zwergstaaten (Andorra und San Marino) in dem Übereinkommen erwähnt. Ab 2015 Mazedonien und ab 2016 Serbien. 
Das Vereinigte Königreich, bis zum 31. Januar 2020 Teil der Europäischen Union, wurde nach Ablauf der Brexit-Übergangszeit Teil des Übereinkommens über das gemeinsame Versandverfahren.
D.h. ab 2020 waren die Länder der Konvention die 27 Mitgliedstaaten der Europäischen Union, die vier Mitgliedstaaten der Europäischen Freihandelsassoziation (EFTA), Nordmazedonien, Serbien, Türkei und das Vereinigte Königreich.
Im Juni 2022 änderte die Ukraine ihr innerstaatliches Recht, um es mit den EU-Zollvorschriften in Einklang zu bringen, um später dem Übereinkommen beitreten zu können. Das Übereinkommen über das gemeinsame Versandverfahren ist in der Ukraine am 1. Oktober 2022 in Kraft getreten.

## Teilnehmende Länder
- EU-Mitgliedstaaten
- EFTA-Staaten
- Nordmazedonien
- Serbien
- Türkei
- Vereinigtes Königreich
- Ukraine

## Arten

### Externes gemeinsames Versandverfahren (gemeinsames T1-Verfahren)
Beförderung von Nicht-Unionswaren zwischen der EU und den Vertragsstaaten des Übereinkommens, die der zollamtlichen Überwachung, folglich Einfuhrabgaben unterliegen. 
Beispielsweise:
Waren aus der Schweiz (Nicht-Unionswaren gemäß Art. 5 Nr. 24 UZK) werden nach Frankfurt am Main geliefert. Frankfurt am Main liegt in Deutschland, somit im Zollgebiet der Union (Art. 4 UZK). Am Binnenzollamt in Frankfurt am Main wird die Ware dann regulär verzollt oder in ein anderes Zollverfahren überführt.

### Internes gemeinsames Versandverfahren (gemeinsames T2-Verfahren)
Beförderung von Unionswaren zwischen Mitgliedstaaten der EU und/oder durch die Vertragstaaten des Übereinkommens. Besonderheit: In einer Vertragspartei des Übereinkommens können Waren nur dann zum gemeinsamen internen Versandverfahren überlassen werden können, wenn sie vorher aus der EU in einem T2-Verfahren eingetroffen sind und die übrigen Voraussetzungen beachtet werden (siehe Art. 9 des Übereinkommen über ein gemeinsames Versandverfahren).
Beispielsweise:
Deutsche Waren (Unionswaren gemäß Art. 5 Nr. 23 UZK) sollen nach Italien. Dabei muss die Schweiz durchquert werden (Transit).